# Holzbau Amann

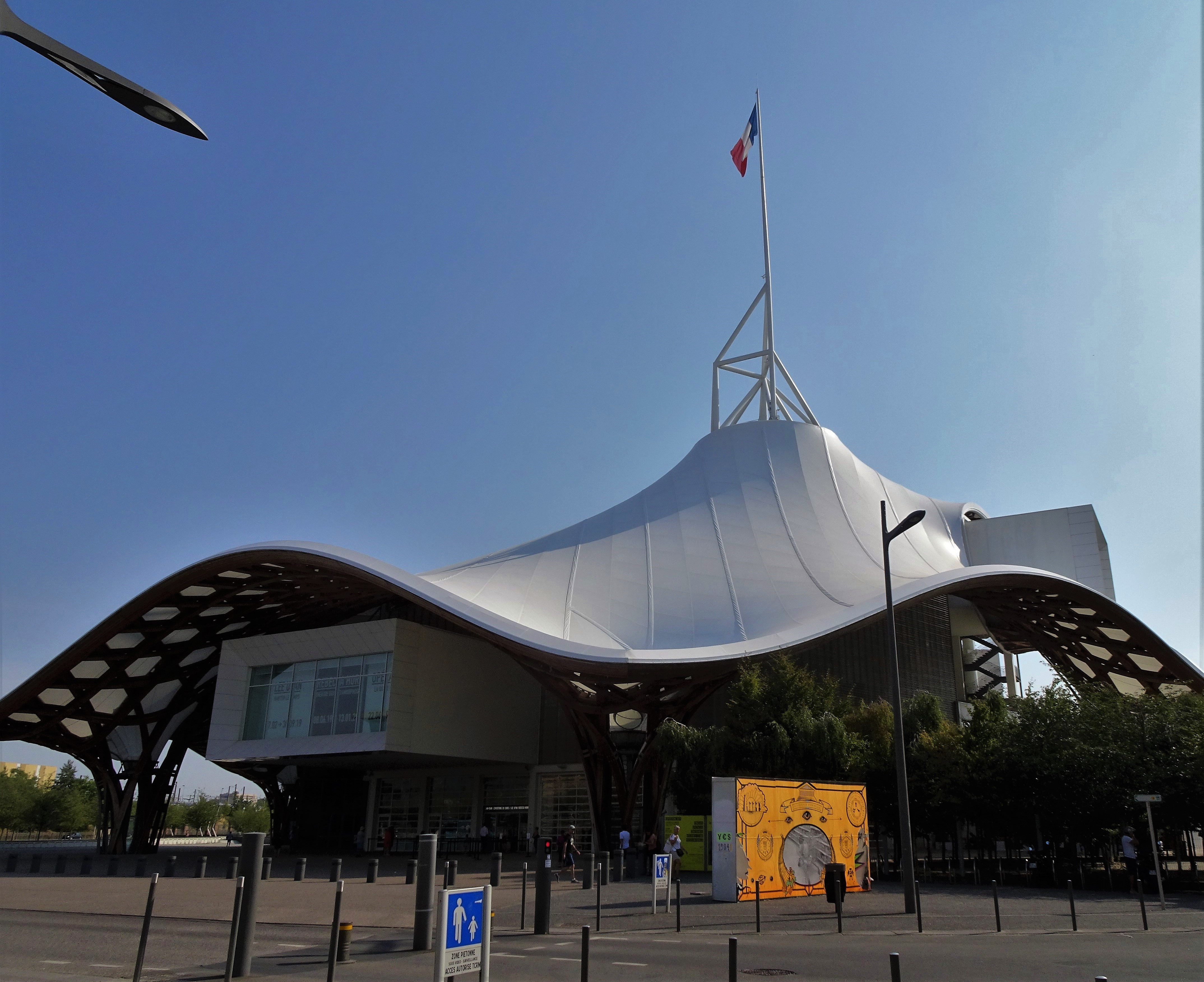
2010: Durchbruch ins internationale Geschäft mit dem Centre Pompidou-Metz (Aufnahme 2019)

Die Holzbau Amann GmbH ist ein international tätiges Holzbauunternehmen mit Sitz in Weilheim-Bannholz im Landkreis Waldshut in Baden-Württemberg. Nach den Anfängen mit Wohn- und Wirtschaftsbauten (z. B. Silos) gelang über die Spezialisierung auf Dachkonstruktionen zuerst bundesweit und schließlich 2011 mit der Teilhabe am Bau des Centre Pompidou in Metz (Frankreich) der Einstieg in das internationale Baugeschäft.

## Geschichte
Nach zweijähriger Walz gründete Xaver Amann 1932 den Betrieb in Bannholz im Südschwarzwald als Zimmerei mit zwei Angestellten. 1953 „trat sein Sohn Gerhard Amann in das Unternehmen ein und absolvierte eine Lehre zum Zimmermann. 1964 legte er die Meisterprüfung im Zimmererhandwerk ab. Zunächst baute er mit seinem Vater Aussiedlerhöfe. Mitte der 70er Jahre erfolgte der Einstieg in den Ingenieurholzbau. […] Das erste große Projekt war eine Reithalle in Kenzingen.“ Es folgte 1981 die Skisprung-Adlerschanze in Hinterzarten. Die Mitarbeiterzahl stieg bis 1998 auf 50 an.

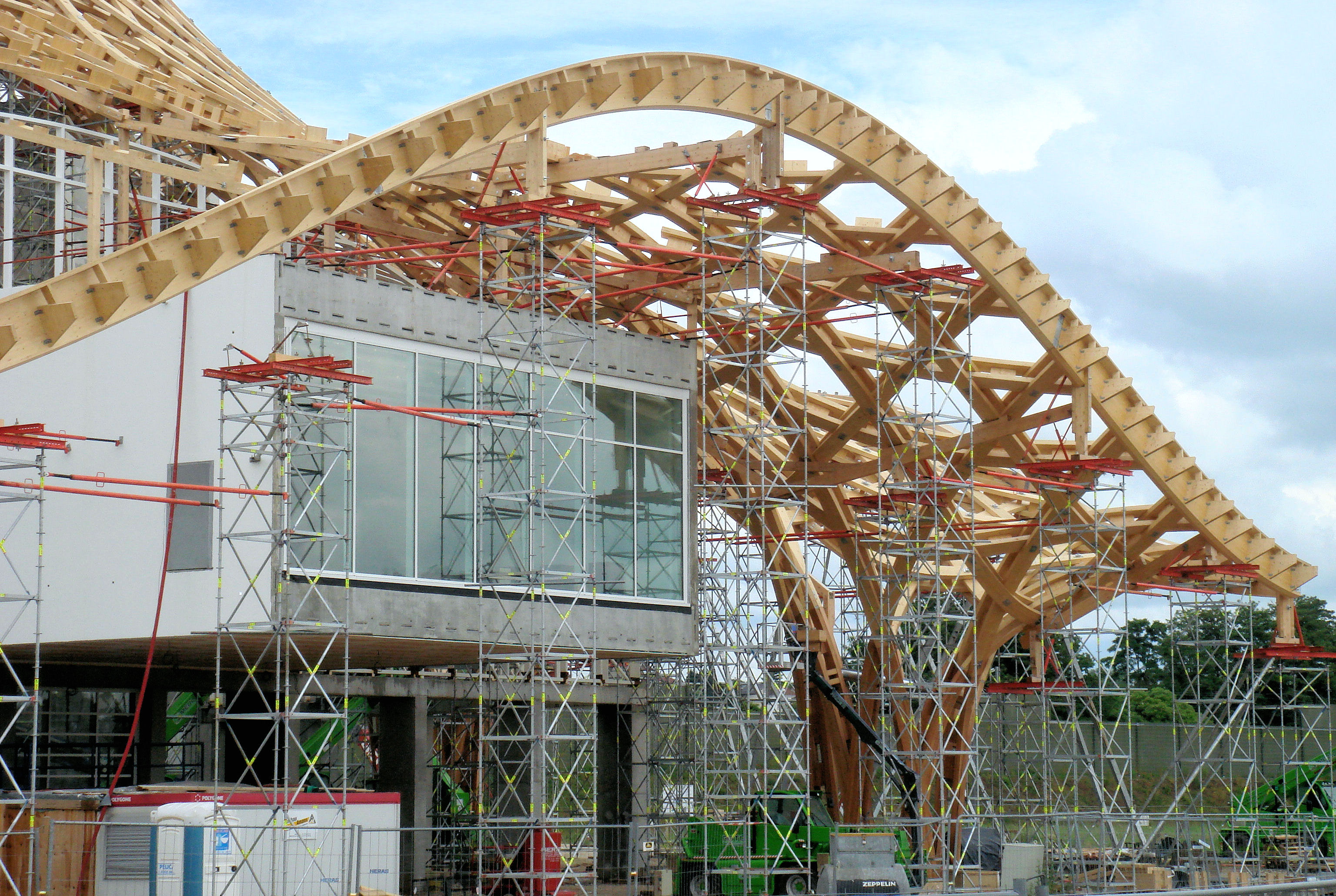
Dachkonstruktion des Centre Pompidou wie bei Errichtung sichtbar

Anfang der 1990er kam Bernhard Tritschler zum Unternehmen, seit 1996 ist er Geschäftsführer. Der Durchbruch zu internationalen Großprojekten erfolgte mit dem Centre Pompidou in Metz 2009/2010: „Das Projekt durchlief die Fachpresse und begründete den heutigen Ruf der Firma.“ Die Anfrage von Bauherr und dem japanischen Architekten war in der Firma zuerst auf die lange Bank geschoben worden, doch auf Nachfrage kam es zu einem Besuch von Shigeru Ban im Schwarzwald, der Tritschler persönlich von den „bizarren Plänen“ überzeugen konnte.

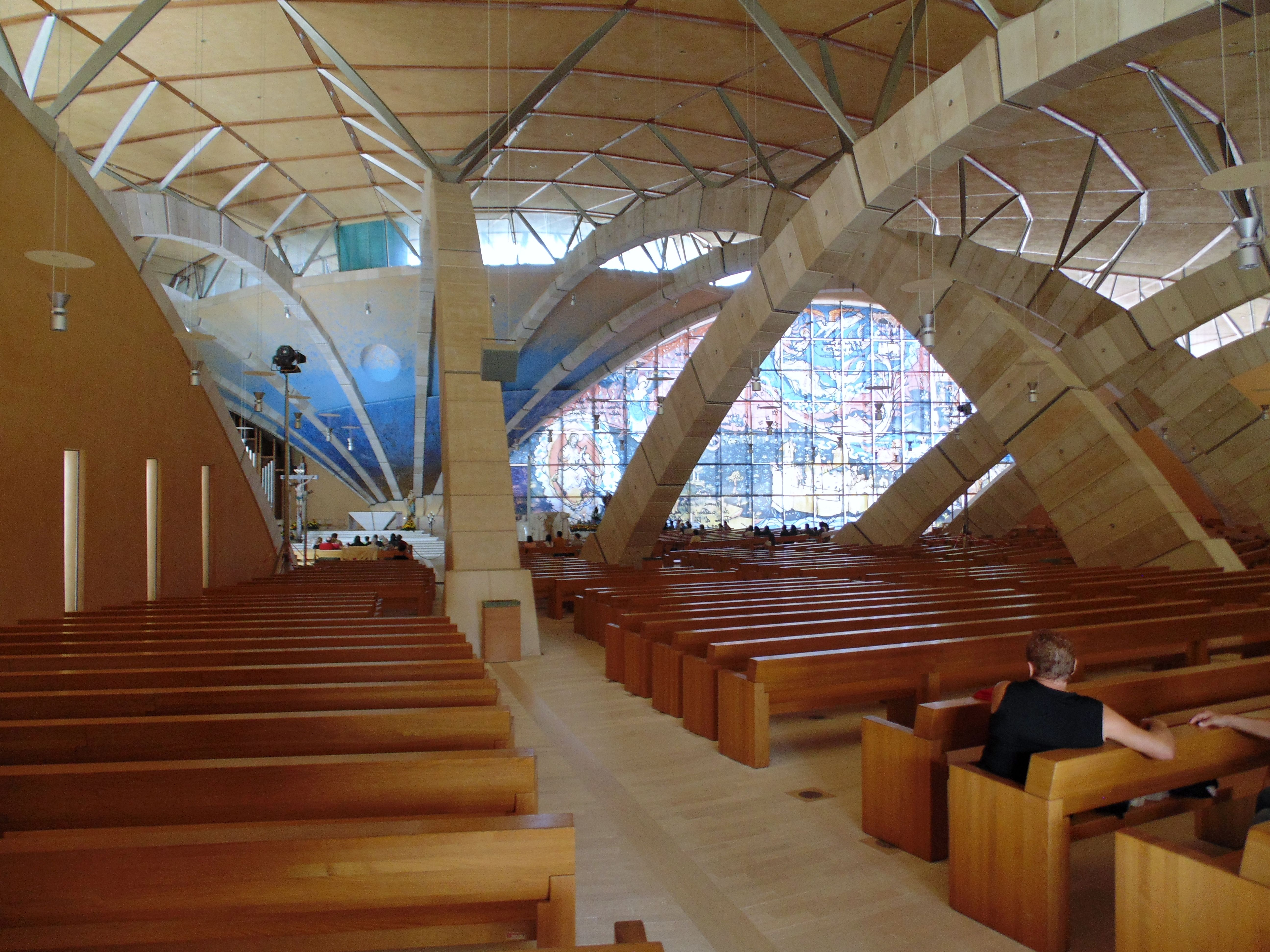
Wallfahrtskirche San Pio da Pietrelcina in Apulien (2014)

Im Dezember 2018 starb der Firmeninhaber Gerhard Amann im Alter von 79 Jahren.
Höhepunkte seiner Arbeit waren:
- das Expo-Dach in Hannover (2000),
- die Wallfahrtskirche San Pio da Pietrelcina in San Giovanni Rotondo (1991/2014),
- ein Einkaufszentrum in Dubai,
- die Chesa Futura in St. Moritz (2003),
- die SAP-Arena in Mannheim (2002–2005),
- die Messe Messen Friedrichshafen und Hamburg Messe und Congress (2004–2008),

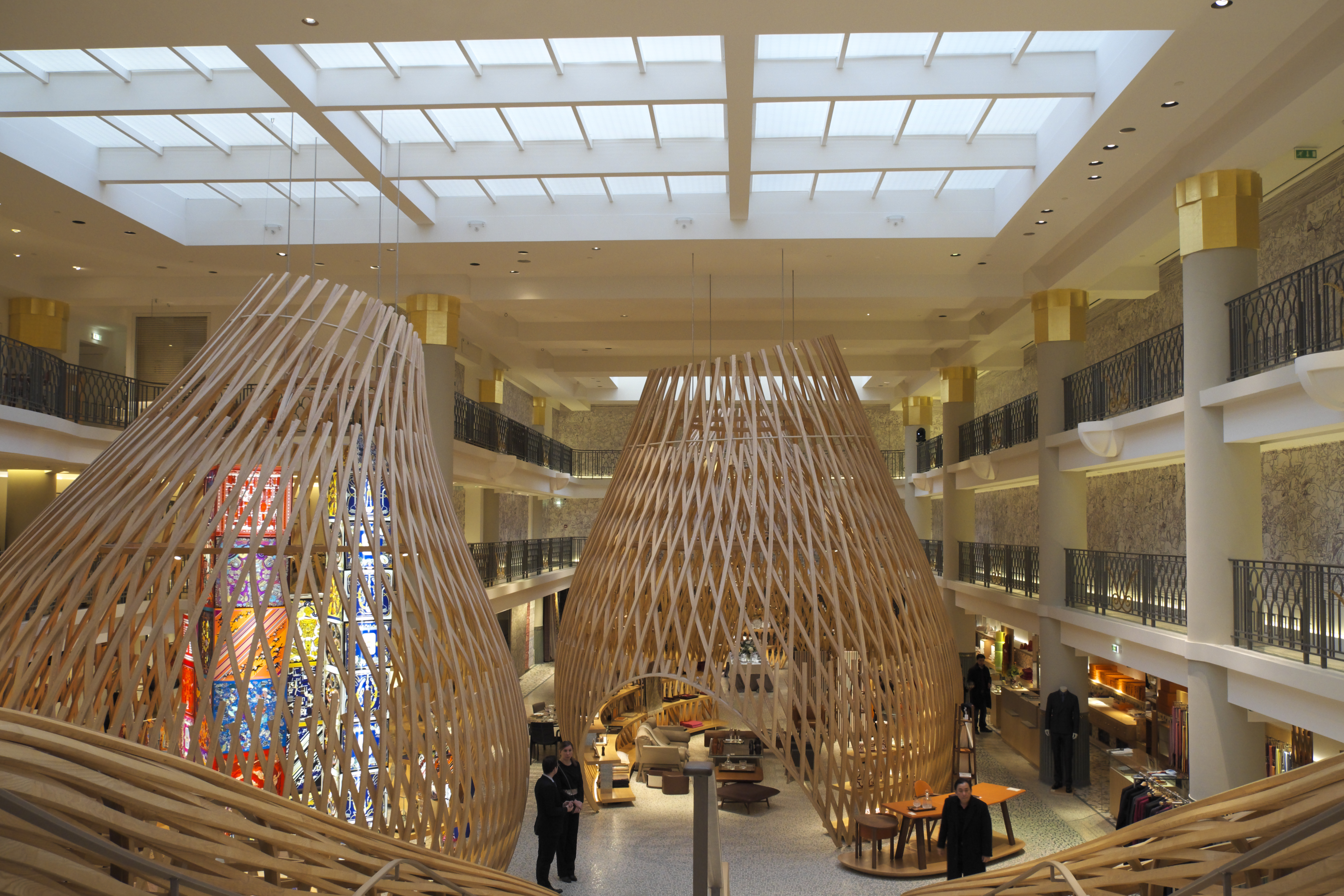
Umbau Schwimmbad zu Kaufhaus

- das Elefantenhaus im Kölner Zoo (2004),
- das Centre-Pompidou im französischen Metz,
- Hangars auf dem Flughafen Basel-Mulhouse (Terminal EuroAirport 2013),
- Kohlesilos im Kraftwerk Hamburg-Moorburg,
- Pavillons für das französische Unternehmen Hermès in Paris,
- die Pfarrkirche in Holzkirchen (2017) und,
- die Dachkonstruktion für die Wasserwelt Rulantica im Europapark in Rust (als damals jüngstes Projekt [Ende 2018]).[4]

## Werdegang seit 2019
Neue Gesellschafter-Partionierung
Seit 2009 sind die aktuellen Gesellschafter in der Nachfolge von Gerhard Amann in drei Partien geteilt: Peter Amann (Sohn), Sara Ambühl (Tochter), Tom und Jan Amann (Enkel).

### Neuentwicklung zur Produktionstechnik
Zur Entwicklung des eigenen Unternehmens war 2019 der Bau einer Halle auf dem Firmengelände mit einer selbstentwickelten Abbund-Anlage von Bedeutung:
„Der Hallenbau mit der neuen Abbundanlage wurde vom ...
- Europäischen Fond für Regionale Entwicklung (EFRE) – Operationellen Programm Baden-Württemberg 2014 bis 2020 ‚Innovation und Energiewende‘ und dem
- Ministerium für Ländlichen Raum und Verbraucherschutz Baden-Württemberg: ‚Entwicklung neuer Verfahren zur wirtschaftlichen Bearbeitung von Hartholz durch den Einsatz der Abbundtechnologie‘“ ...

mit je 200.000 Euro bezuschusst. Die Gesamtkosten des Bauprojekts beliefen sich auf 2,95 Millionen Euro.

### Aktuelle Projekte
- Jünglingssteg Brücke, Waldkirch
- Gebetssaal eines muslimischen Vereinsheims
- Neuer Goetheturm, Frankfurt a. M.

- REWE Markt, Wiesbaden-Erbenheim

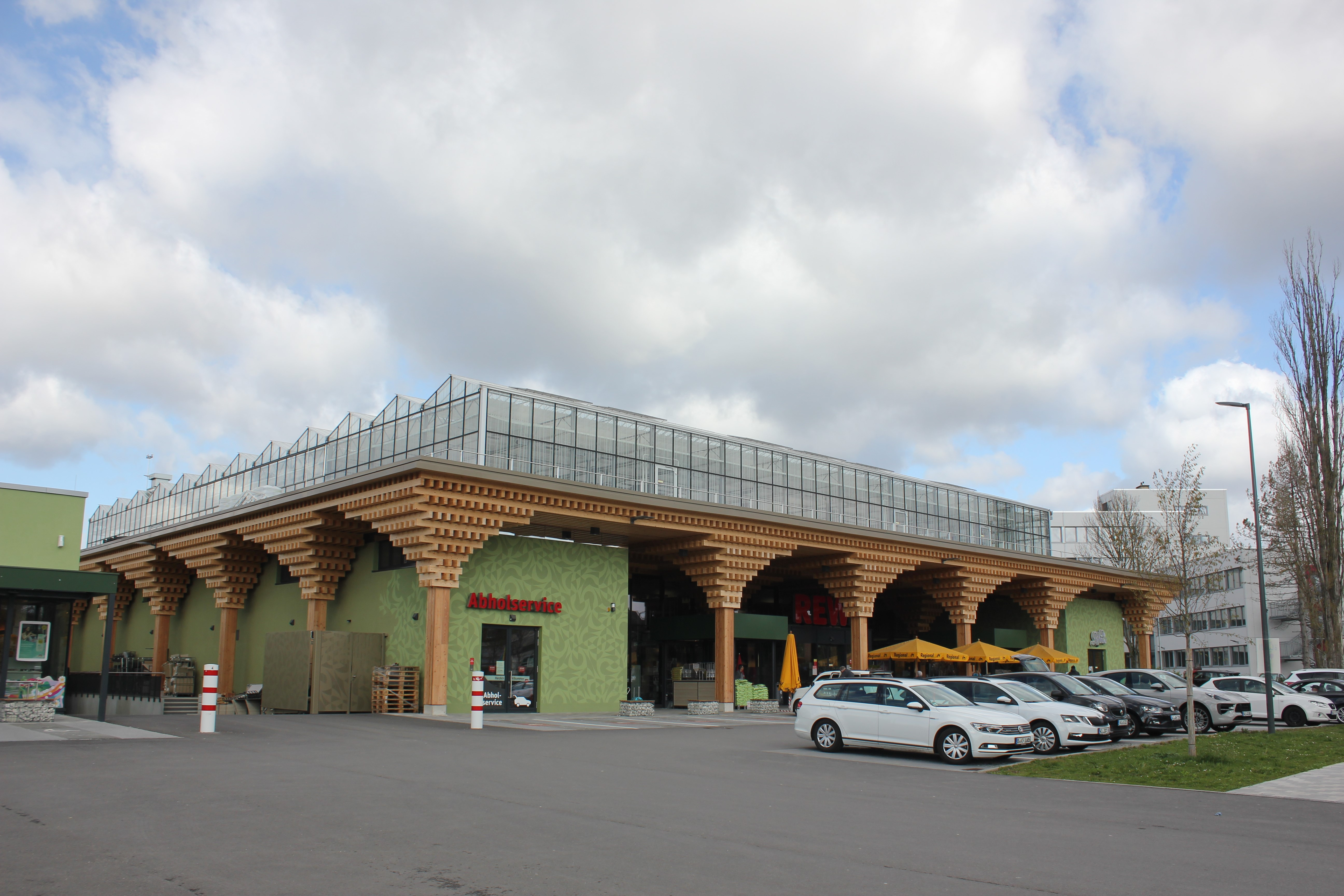
Green Building Supermarkt Wiesbaden-Erbenheim

- Landesmuseum für Volkskunde, Molfsee
- Pavillon, Frankfurter Buchmesse
- Region Hochrhein: Lagerhalle Fa.Tröndle, Ettikon

Aktuelle Projekte umfasst den Zeitraum 2018 bis 2022. Chronik zur Vielfalt:
Erstellt hat Holzbau Amann seit über 80 Jahren in der Bilanz „27 Mehrzweck,- 51 Sport- und 56 Industriehallen, 6 Bürogebäude und Ausstellungshallen, 29 Schulbauten, 5 Behindertenzentren, 17 Kurhäuser, Freizeit- und Gemeindezentren, 9 Gastronomiebauten, 27 Sportbauten von Eis- über Schwimmhallen bis zu Sprungschanzen sowie über 75 Wohnhäuser.“

## Arbeitsweise
In Centre Pompidou in Metz wurden 18.000 Laufmeter Leimholz verarbeitet. „Vom Holzbedarf von 10.000 Kubikmetern pro Jahr wird knapp die Hälfte aus der Region bezogen.“ Für das Expo-Projekt in Hannover 2000 wurden „außerplanmäßig“ auch 250 und 450 Jahre alte Weißtannen aus Gersbach bei Schopfheim gefällt.

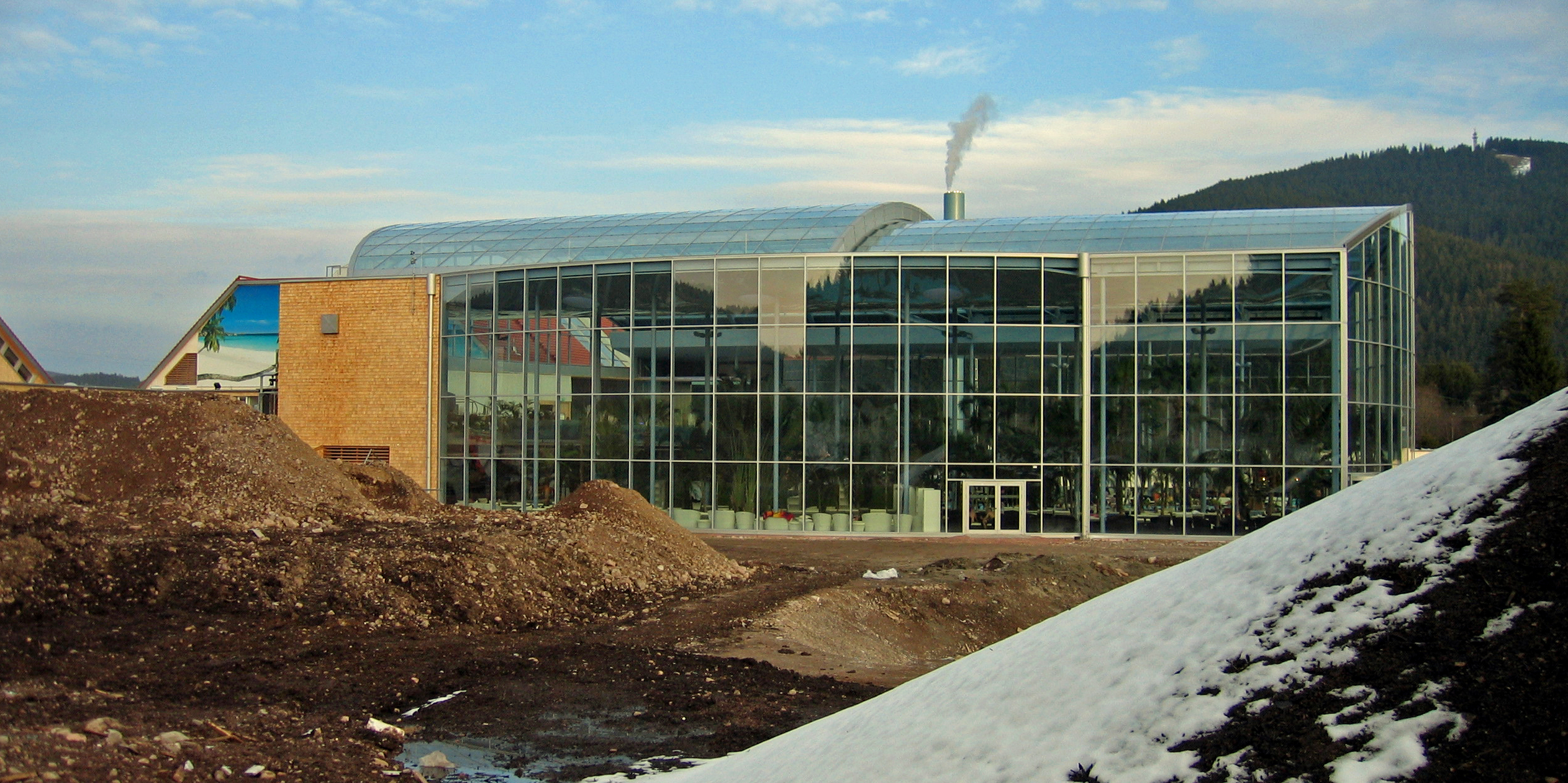
Badeparadies Titisee (Palmenoase), 2011

### Arbeitsorganisation (Hallenbad)
- Das Badeparadies Schwarzwald in Titisee wurde 2009 auch durch seine Nähe zum Unternehmenssitz zu einem Musterprojekt für Großaufträge im modernen Ingenieurholzbau. Die Gesamtausführung übernahm Holzbau Amann mit Subunternehmen und einem Etat von 1,3 Millionen Euro.

Die Arbeitsvorbereitung im Vorfeld begann vor Ort mit der Ausmessung der Bau- und Montagefelder (CAD-Planung durch Zimmermeister). Zum Einsatz kamen CNC-Maschinen im Abbund und ein Spezialfuhrpark mit eigenen Hebegeräten und Hebebühnen. Teils werden Fahrzeuge und Kräne eigens produziert. Ein mobiler Kran war erforderlich, um die großen Binder an den 300-Tonnen-Spezialkran zu bringen. „Eine spezielle Binderkonstruktion, Lamellen verleimtes Fichtenbrettschichtholz mit einem Dübelkreis von 70 bis 80 Dübeln, verantwortlich für die Stabilität, kam in der Rutschenhalle zum Einsatz. Die Binder mit einer Spannweite von 50 Metern und 17 Meter Höhe messen jeweils 30 Kubikmeter und sind für große Querschnitte ausgelegt.“ Die Konstruktionen werden mit Stahlverbindungen in Betonfertigteile eingepasst. Die Materialanlieferung erfolgt dabei ‚just in time‘, da es oft „wenig Lagermöglichkeiten gibt und auch die Produktion für verschiedene, gleichzeitig laufende Objekte intern koordiniert werden muss.“
Hubsteiger, auch horizontal verstellbare Arbeitsbühnen, sind insbesondere für große Höhen unverzichtbar. Da viele Arbeiter auf verhältnismäßig engem Raum an verschiedenen Gewerken tätig sind exakte Absprachen und jederzeitiger Funkkontakt erforderlich.
Eine späte Fortsetzung der Qualifikation im Bäderbau – Umgang mit stark wechselnden Temperaturen und Feuchtigkeitswerten im Innenraum – war der Auftrag zum Bau des Rulantica-Bades in Rust (Fertigstellung 2018).

### Trends im Holzbaugeschäft
Bei einem Politikerbesuch bei Holzbau Amann im Sommer 2021 führte Geschäftsführer Bernhard Tritschler einige Aspekte im gegenwärtigen Holzbausektor aus: Im eigenen Umfeld, dem südschwarzwäder Landkreis Waldshut, liege die „Holzbauquote (bei) mehr als 40 Prozent“, in Baden-Württemberg sei sie „ungefähr halb so hoch und trotzdem ist das Land im Bundesvergleich führend.“ Er kritisierte Vorschriften und Regularien, so benötige man Sondergenehmigungen trotz zahlreicher identischer Projekte „für vier- oder fünfstöckige Holzhäuser.“ Auch Versammlungsgebäude wie Konzerthallen seien als Holzbau „kategorisch“ ausgeschlossen, obwohl „es Gutachten (gäbe), die belegen, dass Holz durchaus auch brandschutzkonform verbaut werden könne.“

## Bauvarianten (Auswahl)
Brücken
- 1987 Straßenbrücke, Backnang[10]

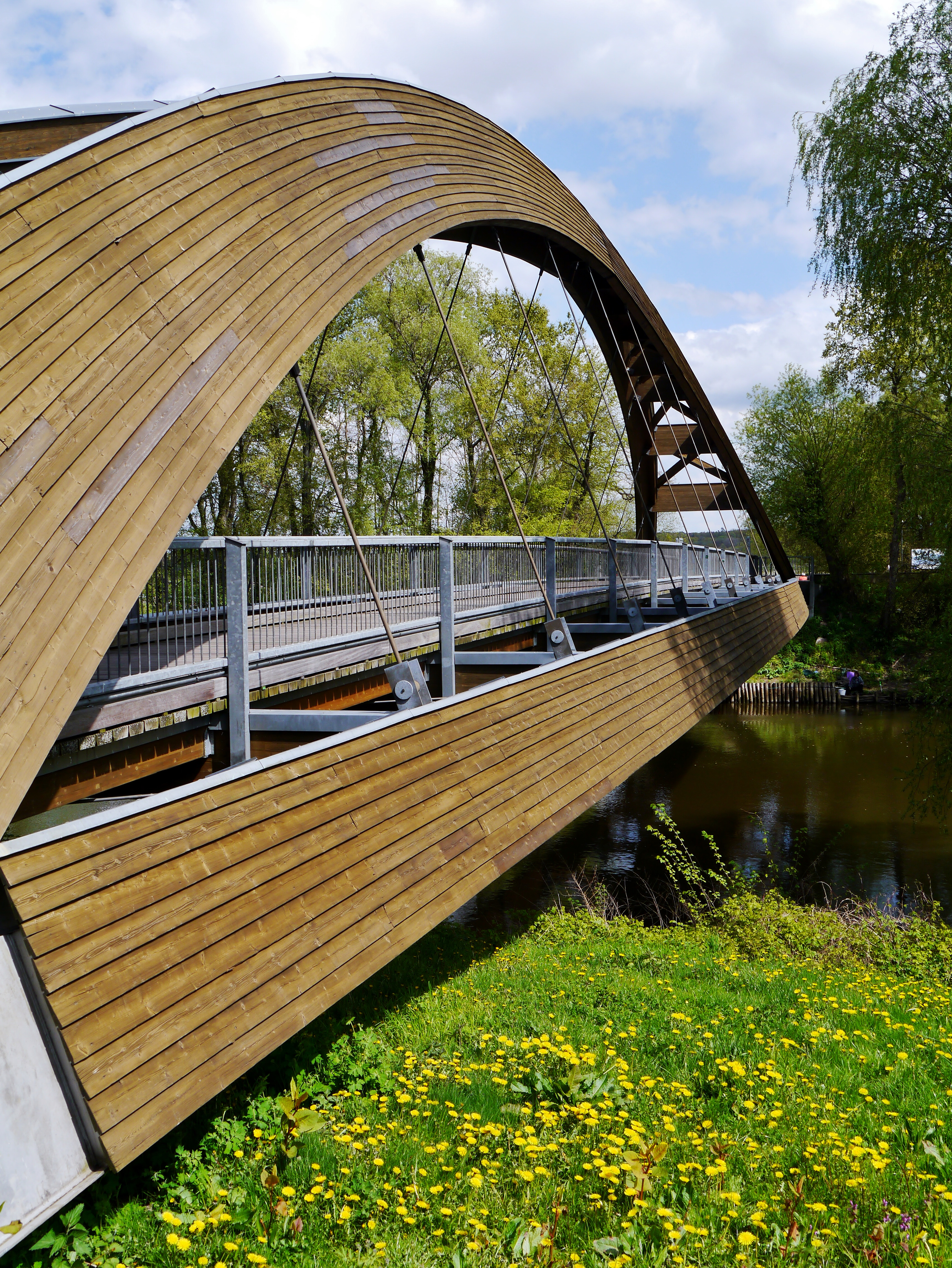
Ziegenwerderbrücke

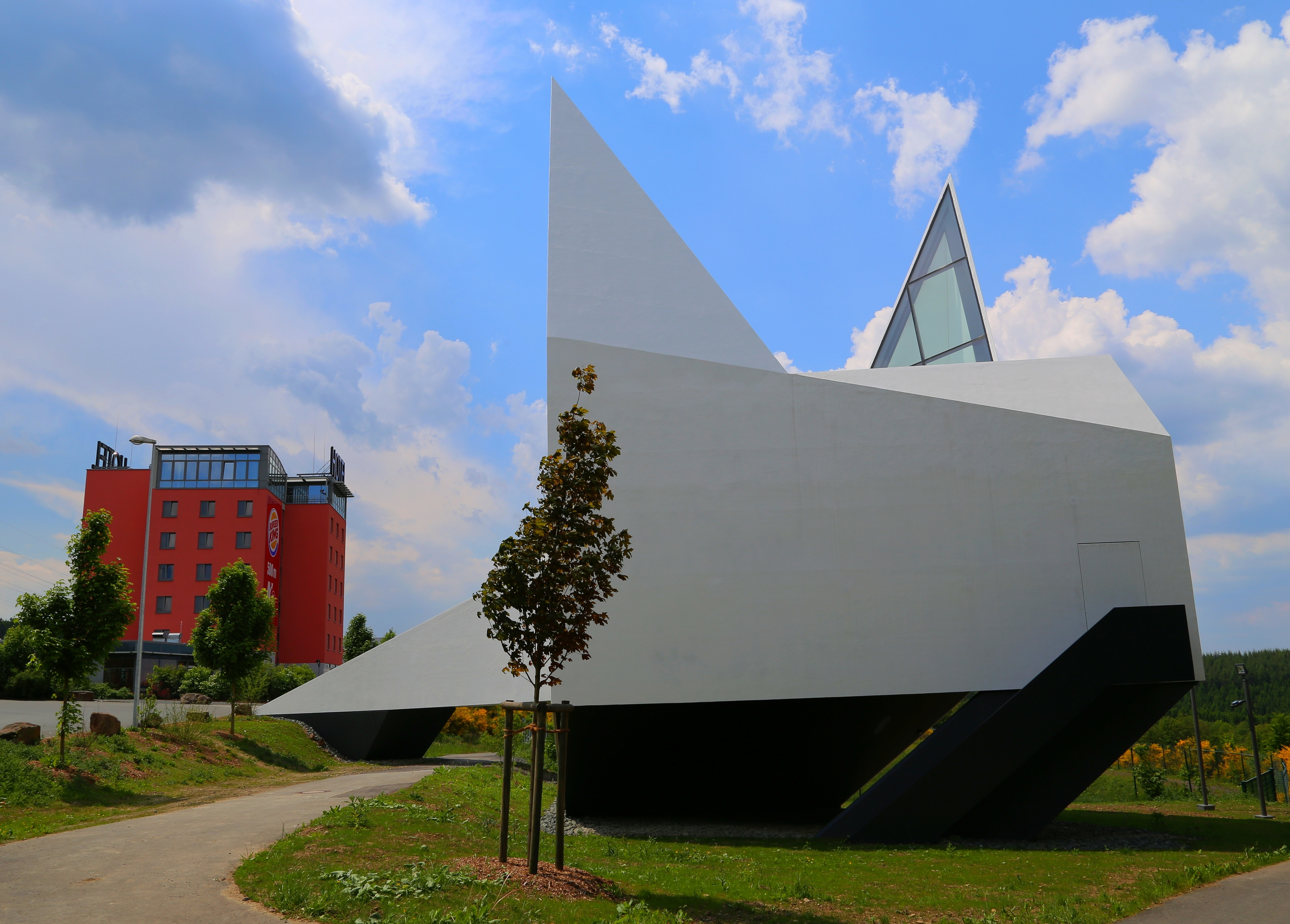
Autobahnkirche Siegerland

- 1996 Ziegenwerderbrücke, Frankfurt (Oder)
- 2002 Fußgängerbrücke, Ober-Ramstadt[11]
- 2004 Wildbrücke, Wilmshagen (Sundhagen)[12]
- 2004 Staffenbrücke, Kössen (Tirol)[13]

Flugzeughangare
- 2008–2015 Basel-Mülhausen
- 2013 Düsseldorf

Kirchen
- 2013 Autobahnkirche Siegerland, Wilnsdorf
- 2017 St. Josef, Holzkirchen

Anlagen
- 2002 Messe, Friedrichshafen
- 2003 Chesa Futura, St. Moritz (Wintersport)
- 2005 Arena Hohenlohe, Ilshofen
- 2006 Radrennbahnüberdachung, Öschelbronn (Gäufelden)
- 2006 Neue Messe, Hamburg
- 2010 Hermès Rive Gauche, Paris[14]
- 2012 Kuppeldächer Kohlekraftwerk Moorburg, Hamburg
- 2021 REWE Green Farming-Markt, Wiesbaden-Erbenheim[15]

Türme
- 1998 Jahrtausendturm, Magdeburg
- 1991 Gugelturm, Herrischried
- 2020 Goetheturm, Frankfurt am Main[16]

## Auszeichnungen
- 2012 wurde Gerhard Amann auf dem Forum Holzbau Garmisch 12 in Garmisch-Partenkirchen mit dem Forum Holzbau Prize 2012 für seinen Einsatz für den Werk- und Baustoff Holz ausgezeichnet.